# Association des Femmes Ivoiriennes
Association des Femmes Ivoiriennes (AFI) eller Association of Ivorian Women är en kvinnoorganisation i Elfenbenskusten, grundat 1963. Det utgör kvinnoförbundet till Democratic Party of Ivory Coast (PDCI).
AFI bildades 1963 av presidentfrun Marie-Thérèse Houphouët-Boigny för att ersätta PDCI:s tidigare kvinnoförbund Feminine Committee, men det blev inte formellt kvinnoförbund för partiet förrän 1977 och var fram till dess formellt självständigt. 
AFI har spelat en ledande roll för feminismen i Elfenbenskusten: den har hållit konferenser om kvinnors rättigheter, deltagit i internationella konferenser som Elfenbenskustens representant, och fick 1976 PDCI att utse dess ordförande Jeanne Gervais till landets första kvinnliga minister liksom första jämställdhetsminister. 
AFI har kritiserats för att i praktiken hållit tillbaka kvinnor på många sätt genom att prioritera PDCI-partiets kvinnopolicy och reservera verkliga politiska poster för män genom att hålla politiskt engagerade kvinnor begränsade till kvinnoförbundet. 